# Silene brevicalyx
Silene brevicalyx är en nejlikväxtart som beskrevs av Per Hartvig och Arne Strid 1987. Silene brevicalyx ingår i släktet glimmar, och familjen nejlikväxter. Inga underarter finns listade i Catalogue of Life.